# Jenny Owens
Jenny Owens (ur. 17 maja 1978 w Sydney) – australijska narciarka alpejska i specjalistka narciarstwa dowolnego. Najlepszy wynik w mistrzostwach świata uzyskała w Deer Valley, gdzie zajęła 5. miejsce w skicrossie. Zajęła także 13. miejsce w tej samej konkurencji na igrzyskach olimpijskich w Vancouver. Najlepsze wyniki w Pucharze Świata w narciarstwie dowolnym osiągnęła w sezonie 2007/2008, kiedy to zajęła 21. miejsce w klasyfikacji generalnej, a w klasyfikacji skicrossu była siódma.
Najlepszy wynik na mistrzostwach świata w narciarstwie alpejskim osiągnęła podczas mistrzostw w St. Anton, gdzie zajęła 31. miejsce zjeździe i slalomie gigancie. Jej najlepszym wynikiem olimpijskim w narciarstwie alpejskim jest 9. miejsce w kombinacji na igrzyskach olimpijskich w Salt Lake City. Najlepsze wyniki w Pucharze Świata w narciarstwie alpejskim osiągnęła w 2001/2002, kiedy to zajęła 114. miejsce w klasyfikacji generalnej.

## Sukcesy (narciarstwo alpejskie)

### Igrzyska olimpijskie
| Miejsce | Dzień     | Rok  | Miejscowość    | Konkurencja | Zwycięzca               |
| ------- | --------- | ---- | -------------- | ----------- | ----------------------- |
| 29.     | 12 lutego | 2002 | Salt Lake City | Zjazd       | Carole Montillet-Carles |
| 9.      | 14 lutego | 2002 | Salt Lake City | Kombinacja  | Janica Kostelić         |
| 29.     | 17 lutego | 2002 | Salt Lake City | Supergigant | Daniela Ceccarelli      |
| DNF     | 23 lutego | 2002 | Salt Lake City | Gigant      | Janica Kostelić         |

### Mistrzostwa Świata
| Miejsce | Dzień       | Rok  | Miejscowość          | Konkurencja | Zwycięzca            |
| ------- | ----------- | ---- | -------------------- | ----------- | -------------------- |
| 34.     | 29 stycznia | 2001 | St. Anton am Arlberg | Supergigant | Régine Cavagnoud     |
| 31.     | 6 lutego    | 2001 | St. Anton am Arlberg | Zjazd       | Michaela Dorfmeister |
| 36.     | 7 lutego    | 2001 | St. Anton am Arlberg | Slalom      | Anja Pärson          |
| 31.     | 9 lutego    | 2001 | St. Anton am Arlberg | Gigant      | Sonja Nef            |
| DNF     | 3 lutego    | 2003 | Sankt Moritz         | Supergigant | Michaela Dorfmeister |

### Puchar Świata

#### Miejsca w klasyfikacji generalnej
- 1999/2000 – 129.
- 2001/2002 – 114.

#### Miejsca na podium
Owens nigdy nie stawała na podium zawodów PŚ w narciarstwie alpejskim.

## Sukcesy (narciarstwo dowolne)

### Igrzyska olimpijskie
| Miejsce | Dzień     | Rok  | Miejscowość | Konkurencja | Zwycięzca       |
| ------- | --------- | ---- | ----------- | ----------- | --------------- |
| 13.     | 23 lutego | 2010 | Vancouver   | Skicross    | Ashleigh McIvor |

### Mistrzostwa Świata
| Miejsce | Dzień    | Rok  | Miejscowość | Konkurencja | Zwycięzca       |
| ------- | -------- | ---- | ----------- | ----------- | --------------- |
| 15.     | 2 marca  | 2009 | Inawashiro  | Skicross    | Ashleigh McIvor |
| 5.      | 4 lutego | 2011 | Deer Valley | Skicross    | Kelsey Serwa    |

### Puchar Świata

#### Miejsca w klasyfikacji generalnej
- 2005/2006 – 36.
- 2007/2008 – 21.
- 2008/2009 – 39.
- 2009/2010 – 102.
- 2010/2011 – 37.
- 2011/2012 –

#### Miejsca na podium
1. Flaine – 16 stycznia 2008 (Skicross) – 2. miejsce
2. Kreischberg – 20 stycznia 2008 (Skicross) – 3. miejsce
3. Lake Placid – 19 stycznia 2009 (Skicross) – 2. miejsce
4. Blue Mountain – 11 lutego 2011 (Skicross) – 3. miejsce

- W sumie 2 drugie i 2 trzecie miejsca.